# Фазова диаграма
Фазовата диаграма във термодинамиката, физикохимията и пр. е графическо изображение на равновесието между две или повече фази в дадена хетерогенна система.

## Еднокомпонентни системи
Обикновено координатите за построяване на фазовата диаграма са термодинамичните параметри температура и налягане, въпреки че са възможни и комбинации от други параметри (напр. T-S диаграма на водата).
Зависимостта между температурата и налягането при равновесие между две фази се нарича равновесна крива. В P-T диаграмата има три равновесни криви изразяващи равновесието между течност и пари, течност и твърда фаза, твърда фаза и пари. При наличието на две фази според правилото за фазите има само една степен на свобода. Ако се промени единият от параметрите (температура или налягане) другият също трябва да се промени, за да се запази равновесието между фазите. Аналогично, докато съществуват две фази в равновесие една с друга налягането и температурата са свързани чрез съответната равновесна крива. Трите равновесни криви се срещат в тройната точка. Единствено там съществуват едновременно три фази, при промяна на кой да е от параметрите температура и налягане една или две от фазите изчезват. За чистите компоненти е характерна и т.нар. критична точка, в която изчезва разликата между течност и пари.

## Двукомпонентни системи
При равновесието на две фази в една двукомпонентна система има две степени на свобода. Два от параметрите могат да се зададат свободно (напр. налягане P и молна част x1), а третият (температурата T) е зависим от тях. Равновесието може да се изрази следователно с една триизмерна диаграма (P-T-x1). По-често обаче един от параметрите се приема за константен (напр. P=1atm) и се задават другите два параметъра (напр. Т-x1-диаграма при P=1atm).
В показаната вляво диаграма има две криви (крива на кипене и крива на кондензация), които задават състава x1 на парната и течната фаза при дадената температура (и налягане). Възможно е да се изрази и равновесието между повече фази или други фазови преходи-виж диаграмата вдясно. Там са показани равновесие твърдо-течност (L+α;L+β), твърдо-твърдо (α+β;A+α;B+β), твърдо-твърдо-течност
(α+β+L).

## Многокомпонентни системи
При повече от два компонента диаграмите стават още по-сложни и непрегледни, и често могат да се изобразят само в три или повече измерения.